# Tusen kulor
Tusen kulor är en ungdomsroman av Peter Pohl utgiven 2002. Den handlar om tre sjuttonåringar, Åsa, Markus och Allan. Boken är både en spännande deckare, utvecklingsroman och samhällskritik. Den tar upp existentiella frågor.

## Handling
Åsa, Markus och Allan har känt varandra ända sen de gick på dagis. Nu är de sjutton år och lever väldigt olika liv.
Åsa läser naturvetenskapliga programmet på gymnasiet och är bland de bästa i klassen. Hon ägnar mycket tid åt sitt kulspel, som används till bland annat statistiska experiment. Allan som alltid har varit den stökigaste av dem har fastnat i grav kriminalitet.
Markus sticker inte ut så mycket, han gillar att festa, umgås med vänner och meka med bilen.
När Allan rånar och misshandlar en tant blir han uthängd i media. Åsa, som anser att mycket är vinklat och rent av fel i det som sägs ser genast till att försöka hjälpa sin barndomsvän. Så återförenas de tre barndomsvännerna vars liv har utvecklats i olika riktningar.